# Oreocharis forrestii
Oreocharis forrestii là một loài thực vật có hoa trong họ Tai voi. Loài này được (Diels) Skan mô tả khoa học đầu tiên năm 1917.